# Síndrome de Proteus

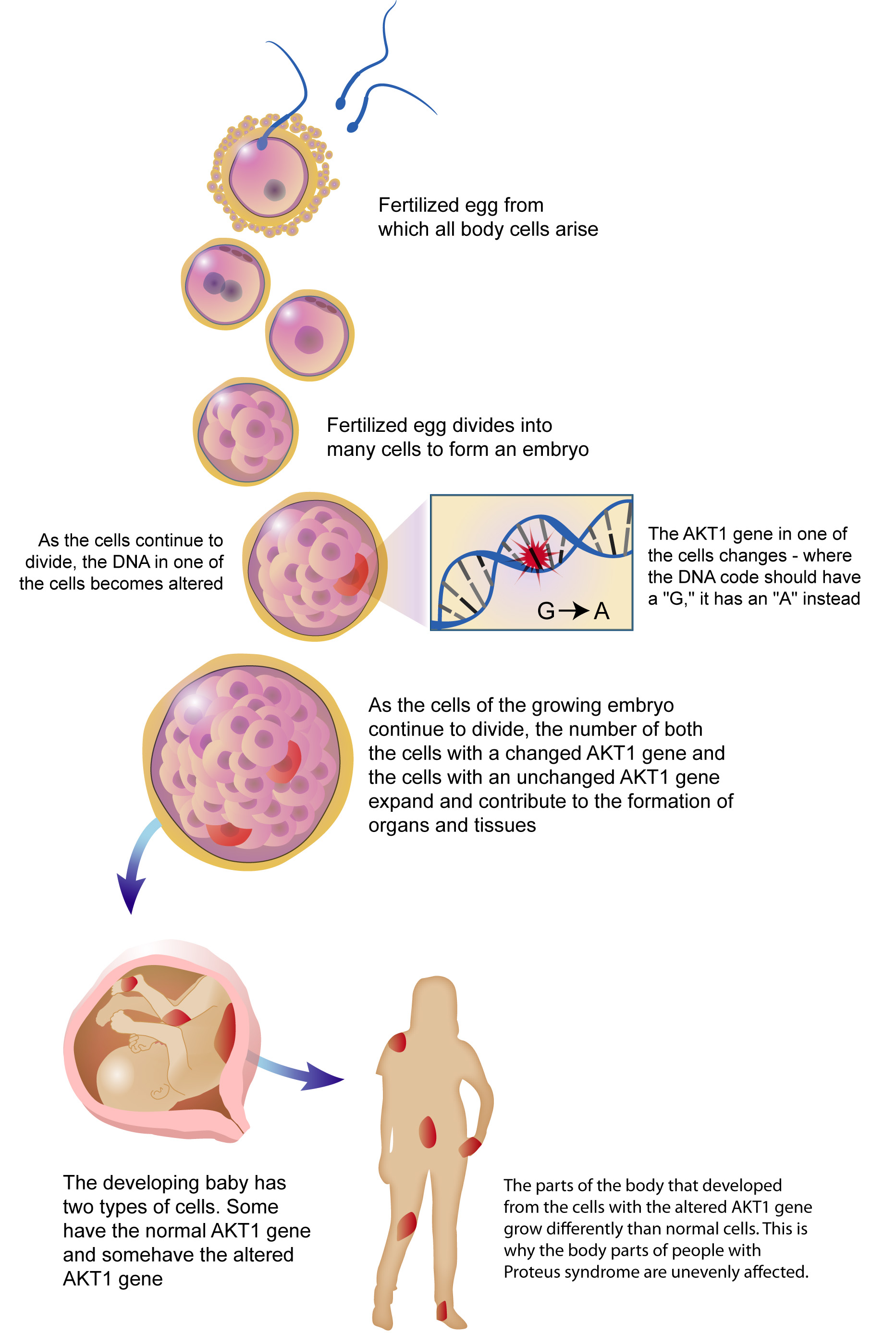
Ciclo de la enfermedad.

El síndrome de Proteus es una enfermedad congénita que causa un crecimiento excesivo de la piel y un desarrollo anormal de los huesos, normalmente acompañados de tumores en la mitad superior del cuerpo. El nombre de la afección hace alusión al dios griego Proteo, que podía cambiar de forma. Debe distinguirse de la neurofibromatosis o enfermedad de Von Recklinghausen con la que guarda algunas similitudes.

## Descripción
El síndrome de Proteus es extremadamente raro. Desde que el doctor Michael Cohen lo identificara en 1979 solo se han confirmado poco más de doscientos casos en todo el mundo, de los que aproximadamente ciento diecinueve sobreviven con los síntomas. Es posible que haya habido más y que no fueran correctamente diagnosticados, por la infrecuencia de este cuadro.

## Causas
Es un síndrome genético no hereditario, altamente variable de un individuo a otro. Se debe a una mutación genética de un gen AKT1 ubicado a lo largo del cromosoma 14. El síndrome aún está en fase de estudio y se desconoce exactamente a qué cromosoma o cromosomas implica, así como el gen y el locus. Sí se sabe que el fenotipo de las personas que padecen esta enfermedad cambia con la edad. Afecta por igual a ambos sexos.

## Primer caso documentado

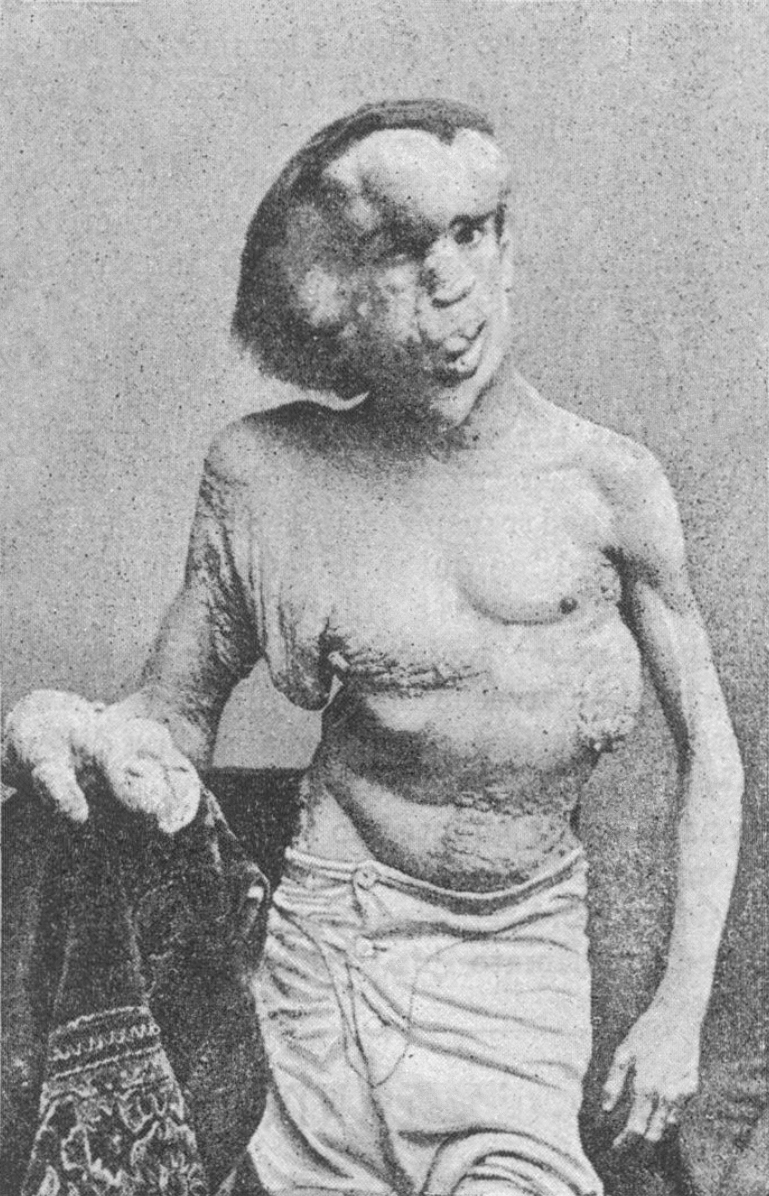
Joseph Merrick, hacia 1886. Afectado por síndrome de Proteus.

El caso más famoso de esta rara enfermedad es el del británico Joseph Merrick, que pasó a la historia con el sobrenombre del «Hombre Elefante». El suyo es uno de los casos más extremos de síndrome de Proteus. En un primer diagnóstico se pensó que Merrick padecía neurofibromatosis, pero una vez descubierto el síndrome y gracias a modernas pruebas realizadas al esqueleto de Merrick se ha podido verificar que la enfermedad que padeció fue realmente síndrome de Proteus y no neurofibromatosis. Ambas enfermedades tienen síntomas parecidos (como, por ejemplo, las manchas de color café por todo el cuerpo y tumoraciones exageradas), lo que explicaría el error del primer diagnóstico y que no fuera hasta finales de los años 70 del siglo XX cuando se identificó el síndrome de Proteus.
El síndrome de Proteus causa un crecimiento anormal de la piel, huesos, músculos, tejido adiposo y vasos sanguíneos y linfáticos. Además, algunas partes del cuerpo se desarrollan más que otras, provocando un crecimiento exagerado en unas extremidades o falta de desarrollo en otras. Por ejemplo, en el caso de Joseph Merrick su brazo y mano derechos, además de ambas piernas, presentaban un desarrollo anormalmente grande y deforme, mientras que su brazo izquierdo presentaba un aspecto normal, pero falto de desarrollo: era delgado, delicado y pequeño como el de un niño de entre diez y doce años.

## Diagnóstico
Este síndrome solo puede diagnosticarse por la observación clínica, la evolución del paciente y pruebas específicas. Las radiografías del esqueleto del enfermo pueden ser de gran ayuda para establecer el diagnóstico. Debe distinguirse de otros síndromes neurocutáneos que pueden dar manifestaciones similares, entre ellos la lipomatosis encefalocraneocutánea.

## Signos
Los signos más comunes del síndrome pueden ser:
- Hemihipertrofia de las extremidades
- Tumores subcutáneos, que crecen hasta ser deformantes
- Macrodactilia
- Piel corrugada debido a su crecimiento excesivo
- Asimetría corporal
- Problemas cardíacos
- Cráneo con osificación blanda
- Problemas de columna (escoliosis, cifosis), pelvis y cadera
- Estrabismo
- Genitales anormales
- Manchas de color café con leche por todo el cuerpo. Verrugas
- Discapacidad mental (diagnosticado solo en un 20 % de los enfermos)

No todos los signos aparecen en un mismo individuo, puesto que el síndrome presenta una alta variabilidad de un individuo a otro.

## Diagnóstico diferencial
- Macrodistrofia lipomatosa
- Hamartoma fibrolipomatoso
- Neurofibromatosis tipo 1
- Síndrome de Klippel–Trénaunay
- Síndrome de Parkes Weber
- Hemangiomas

## Pronóstico y tratamiento
Es una enfermedad progresiva y, por el momento, incurable. El tratamiento es paliativo y suele consistir en la resección de los tumores deformantes o la amputación de miembros exageradamente desarrollados. Por regla general, tras las intervenciones suelen aparecer cicatrices queloides. Los pacientes que presentan trastornos cardiovasculares son tratados farmacológicamente. Si presentan neoplasias, esto acorta su esperanza de vida. El principal objetivo es mejorar la calidad de vida del enfermo, por lo que la asistencia psicológica forma parte del tratamiento, ya que es una enfermedad altamente deformante y el paciente necesitará ayuda para sobrellevarla.
Los niños afectados suelen nacer sin ninguna deformidad evidente, pero su variabilidad puede hacer que algunos recién nacidos ya presenten leves alteraciones en sus miembros. De cualquier manera, es común en todos que hacia el año o año y medio de edad aparezcan los tumores y el crecimiento de la piel y de los huesos, así como las manchas de color café con leche. La gravedad y la localización de estos crecimientos asimétricos varían ampliamente, aunque suelen darse en el cráneo, columna vertebral, pelvis, uno o más miembros, dedos y en las plantas de los pies. El desarrollo anómalo cesa en algunos individuos al terminar la pubertad. El crecimiento óseo puede detenerse, pero no así el de los tumores. Todo depende de cómo afecte específicamente la enfermedad a cada paciente.
Junto a las neoplasias, las trombosis y el tromboembolismo pulmonar, favorecidos por malformaciones cardiovasculares, son también causa de muerte prematura.

## Recurrencia
Si se tiene un hijo con síndrome de Proteus, el riesgo de tener otro con el mismo cuadro es similar al del resto de la población (no se hereda), no  estando indicadas las pruebas diagnósticas prenatales.